# جوسو بلوكوس
جوسو بلوكوس (بالفرنسية: Josué Blocus)‏ (مواليد 20 نوفمبر 1969) هو ملاكم فرنسي، مثّل بلاده في الألعاب الأولمبية الصيفية 1996.

## روابط خارجية
جوسو بلوكوس على موقع بوكس ريك (الإنجليزية) (registration required)
- جوسو بلوكوس على موقع أوليمبيديا (الإنجليزية)